# 태평한화골계전
《태평한화골계전》(太平閑話滑稽傳) 또는 《골계전》(滑稽傳)은 조선 성종 8년(1477년) 문인 서거정이 지은 이야기 모음집이다.
원본이 현전하지 않으며 여러개의 이본이 있다. 원본은 모두 4권으로 전한다. 내용은 고려 말과 조선 초에 걸쳐 고관·문인·승려들 사이에 떠돌던 기발하고도 익살스러운 이야기를 모은 것이다. 서거정의 자서와 양성지, 강희맹의 서가 있다. 각편의 제목이 없고 내용상의 분류가 없다.  